# Lina Tur Bonet
Lina Tur Bonet est une violoniste espagnole, née à Carthagène.

## Biographie
Originaire d'Ibiza, Lina Tur Bonet reçoit ses premières leçons de musique dès trois ans, de son père, Antonio Tur, en alternance avec ses cours de danse. 
Plus tard, elle se déplace hors d'Espagne afin de recevoir une formation de violoniste aux Universités de Fribourg et de Vienne, avec les professeurs Nicolas Chumachenco, Günter Pichler et Hiro Kurosaki. Elle participe également aux classes de maître de Tibor Varga, Franco Gulli, Shmuel Ashkenasi (en), Augustin Dumay, Joseph Silverstein (en), Erich Höbarth et Rainer Kussmaul (en).
Après sa formation, elle est invitée à donner des cours tant en Espagne qu'à l'étranger ; de 2005 à 2016, son activité alterne avec l'enseignement du violon romantique au Conservatoire de Saragosse, où elle aborde également la musique baroque et approfondit les deux répertoires, puis au Conservatoire supérieur Katarina Gurska de Madrid, à l'École supérieure de musique de Catalogne et à l'École supérieure de musique Reine-Sophie de Madrid. En avril 2022, elle est nommée professeur de violon baroque et d'alto baroque à la Hochschule für Musik Franz Liszt Weimar. Elle pratique occasionnellement la viole d'amour.

### Orchestres
Lina Tur Bonet a joué en tant que violon solo dans plusieurs ensembles, tels que Il Complesso Barocco, le Concerto Köln, le Clemencic Consort, l'Orchestre de chambre de Mannheim, le Bach Consort de Vienne, la Neue Hofkapelle de Munich, l'orchestre du Palais des Arts Reina Sofía de Valence, l'Euskal Barrockensemble, La Ritirata, Forma Antiqva, et collaboré avec des orchestres tels que Le Concert des Nations, Les Musiciens du Louvre, Les Arts florissants, le Mahler Chamber Orchestra, Modo Antiquo, l'Orchestra Mozart (en) de Bologne, l'Orchestre de chambre « Reina Sofia », l'Orpheon Consort, Al Ayre Español ou l'Orquesta BandArt (es). 
Elle a travaillé sous les baguettes de Claudio Abbado, Daniel Harding, John Eliot Gardiner, Marc Minkowski, William Christie, Fabio Biondi, Kent Nagano, Ottavio Dantone, Alan Curtis, René Clemencic, Reinhard Goebel, Roy Goodman, Federico Maria Sardelli, Florian Heyerick (de), Joshua Rifkin, Daniele Gatti et Paul Goodwin.
Elle participe aussi régulièrement à des ensembles de musique de chambre. En tant que boursière de la Villa Musica à Mayence, elle travaille avec des artistes comme Menahem Pressler, Georg Faust (Orchestre philharmonique de Berlin), Ulf Rodenhäuser (Orchestre philharmonique de Munich), Patrick Demenga, John Holloway ou Thomas Brandis (en). Fondatrice du Cuarteto Boccherini (avec qui elle a donné l'intégrale des quatuors à cordes de Diego de Araciel), elle forme un duo avec le pianiste Kennedy Moretti (en). 
Elle échange des expériences musicales avec d'autres grands de la scène, tels Kenneth Weiss, Hiro Kurosaki, Christoph Hammer, Daniel Oyarzábal, Fahmi Alqhai et José Miguel Moreno.
Elle est la fondatrice du groupe Musica Alchemica (MUSIca ALcheMIca avec Enrike Solinís, Patxi Montero et Daniel Oyarzábal), qui a enregistré la musique de Giovanni Legrenzi, d'Arcangelo Corelli, des partitions inédites d'Antonio Vivaldi, les Sonates du Rosaire de Biber,. Elle a aussi enregistré de rares sonates d'Élisabeth Jacquet de La Guerre.

### Tournées
Lina Tur Bonet a effectué des tournées partout en Europe, aux États-Unis et au Japon, jouant dans les salles les plus prestigieuses du monde, telles que le Lincoln Center à New York, la Philharmonie de Berlin, la Scala de Milan, le Concertgebouw d'Amsterdam, le Royal Albert Hall et le Barbican Centre de Londres, le Théâtre des Champs-Élysées, le Bunkamura Hall, la Philharmonie de Saint-Pétersbourg et le Konzerthaus de Vienne.
En tant qu'artiste soliste, elle voyage à travers l'Europe et l'Amérique du Sud, jouant au festival « Styriarte » de Graz en Autriche, au festival de Londres, au festival de musique et de danse à Grenade, au festival de Brezice en Slovénie ou au festival de La Haye. Elle remplit des salles telles que le Musikverein de Vienne, le Palais de la musique catalane de Barcelone, l'Auditorium national de musique de Madrid, Residenzwoche de Munich, la salle de la radio de Vienne, le Teatro Solis de Montevideo, le Coliseo de Buenos Aires, le Teatro Municipal de Santiago de Chili, de Rio de Janeiro et d'autres. Elle est enregistrée plusieurs fois par la BBC, la RTVE, TV3 (Catalogne), la radio et la télévision allemande, de Slovénie, de Croatie et de Bulgarie et de l'ORF autrichienne. Ses engagements l'ont fait voyager au Japon, à Singapour, à Hong Kong et aux États-Unis.
Elle a fait des enregistrements pour les labels et réseaux de télévision suivant : Deutsche Grammophon, Virgin, Naïve, Pan Classics, Columna Musica, Verso, Glossa, Challenge Classics ; ORF, BBC Londres, RTVE, TV3, Radio et Télévision allemande, télévisions de Slovénie, Croatie et Bulgarie.

### Discographie
Lina Tur Bonet a enregistré plus de 15 CD en soliste,, dont :
- Ravel, Œuvres pour violon, Challenge Classics CC72916, 2022  (EAN 0608917291629)
- Biber, Sonates pour violon, Partia VII pour deux violes d'amour - Ensemble Musica Alchemica, enregistré en octobre 2021, Glossa GCD924701 2022  (EAN 8424562247017)
- Biber, Sonates du Rosaire - Ensemble Musica Alchemica : Eugène Michelangeli, claviorganum, régale ; Anne Marie Dragosits, clavecin, spinettino ; Patxi Montero, viole de gambe, violone, lirone, contrebasse ; Reinhild Waldek, harpe ; Thomas Boysen, théorbe (2-6 février 2015, Pan Classics PC10329) (OCLC 921937834)
- Boccherini, Trios op. 34, Vol. I, [G.101-103], Vol. II, [G.104-106] - La Ritirata : Hiro Kurosaki, Lina Tur Bonet (violons), Josetxu Obregón (violoncelle et direction artistique) (Barcelone, 26-28 mars 2010, Columna Música 1CM0258 et 1CM0275) (OCLC 804774983)
- Élisabeth Jacquet de La Guerre, Sonates pour le violon et basse continue - Lina Tur Bonet, violon ; Kenneth Weiss clavecin ; Patxi Montero, basse de viole (2011, Verso (OCLC 920873108), réédition Pan Classics PC 10380, 2017)